# Maslum Baştürk
Pour les articles homonymes, voir Baştürk.
Maslum Baştürk est un karatéka turc surtout connu pour avoir remporté la médaille d'argent en kumite individuel masculin moins de 75 kilos aux championnats du monde de karaté 2008 à Tōkyō, au Japon.

## Résultats
| Résultat          | Date             | Épreuve                   | Catégorie | Compétition                               | Ville hôte          |
| ----------------- | ---------------- | ------------------------- | --------- | ----------------------------------------- | ------------------- |
| Médaille d'or     | Juillet 2005     | Kumite individuel - 75 kg | Seniors   | Championnats d'Europe universitaires 2005 | Wrocław, en Pologne |
| Médaille d'or     | Juillet 2005     | Kumite individuel open    | Seniors   | Championnats d'Europe universitaires 2005 | Wrocław, en Pologne |
| Médaille d'argent | 16 novembre 2008 | Kumite individuel - 75 kg | Seniors   | Championnats du monde 2008                | Tōkyō, au Japon     |